# Remington Arms
Remington Arms —  американский холдинг, производящий широкий ассортимент гражданского и военного огнестрельного оружия, а также — боеприпасов и аксессуаров к нему. Считается старейшей производственной компанией и одновременно старейшей оружейной компанией из существующих в Северной Америке, и крупнейшим производителем винтовок и дробовиков в США. Штаб-квартира находится в городе Мадисон, штат Северная Каролина, основные производственные мощности в Бриджпорте, штат Коннектикут. Компания, начинавшая с дульнозарядных ружей, ныне производит разнообразное стрелковое оружие и боеприпасы.

## История
Компания была основана в 1816 году Элифалетом Ремингтоном и в том же году было выпущено первое ружьё с кремнёвым замком. В дальнейшем компания производила большое количество моделей пистолетов, различавшихся по конструкции и качеству. В 1886 году она обанкротилась и была реорганизована, сменив название на современное Remington Arms. После реорганизации основной продукцией компании стали винтовки и ружья.
Во время Второй мировой войны Remington Arms производила оружие по контракту для нескольких союзных держав. С 1936 по 1979 год владела бразильским производителем оружия Companhia Brasileira de Cartuchos совместно с ICI. В 1957 году выпущено десятимиллионное ружьё — полуавтомат модели Premier.
В 1993 году компания была куплена инвестиционной компанией Clayton, Dubilier & Rice, а в июне 2007 года сменила владельца на частную инвестиционную компанию Cerberus Capital Management.
В феврале 2018 корпорация начала процесс о банкротстве.
Сэнди-Хук
После того, как выяснилось, что убийца школьников в Сэнди-Хук использовал полуавтоматическую винтовку AR-15 марки Bushmaster, принадлежавшей Remington, семьи погибших подали иски к компании о возмещении убытков. Remington отказался платить и сослался на федеральный закон 2005 года. Нормы закона исключает ответственность производителей за незаконное использование их оружия. Однако тот же закон не защищает производителя от ответственности за травмы спровоцированные рекламой. Истцы воспользовались исключением и заявили, что реклама Remington поощряла агрессивное поведение. В 2019 году Верховный суд США дал разрешение на начало процесса против компании. По оценкам истцов общая сумма ущерба составляла свыше миллиарда долларов США. В середине февраля 2022 года стороны заключили мировое соглашение. Семьи девяти погибших и один раненный получат от Remington 73 миллиона долларов на всех.

## Продукция

### Современные модели
- Remington MSR

#### Винтовки
- Remington 700
- Remington 673
- Remington 798
- Remington 799
- Remington 504
- Remington 5
- Remington 7
- Remington 710
- Remington XR-100
- Remington 513T
- Remington 30
- Remington 30 Express

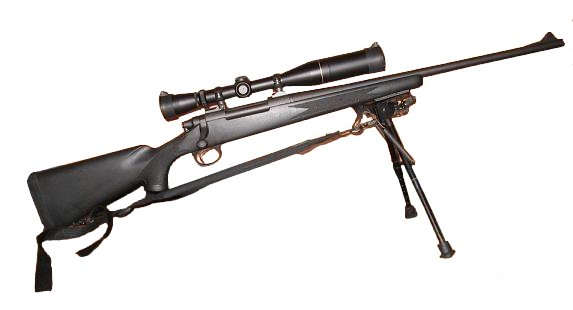
Remington 700

- Remington 40-XS Tactical Rifle System

- Remington 40-XB KS

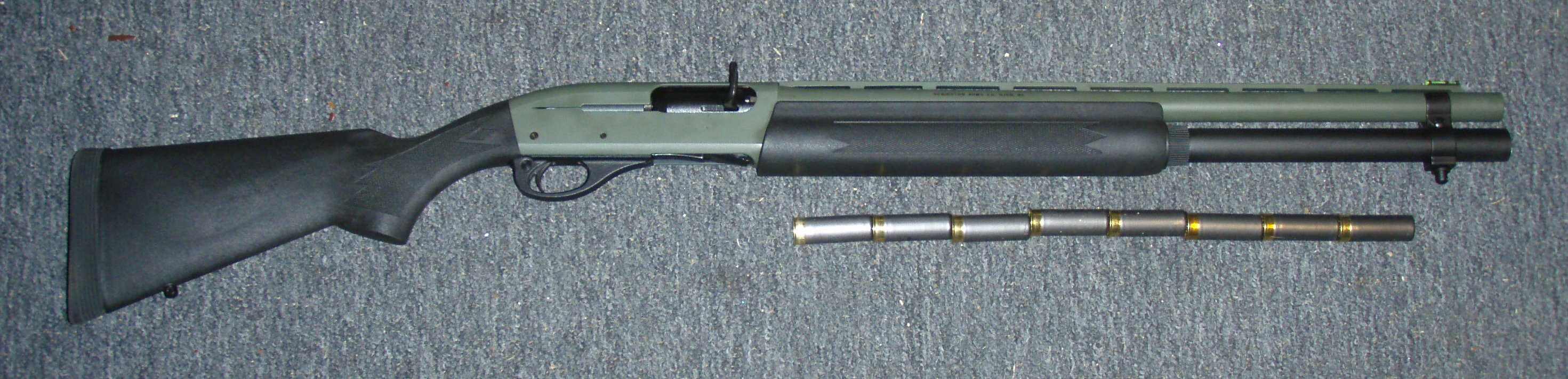
Remington 1100

- Remington 40-XB Rangemaster
- Remington 40-XB Rangemaster Thumbhole
- Remington 40-XB Tactical
- Remington 40-XBBR KS
- Remington 40-XRBR KS
- Remington 40-XC KS
- Remington Modular Sniper Rifle
- Remington 7600 rifle
- Remington 7615 rifle
- Remington 572 Fieldmaster
- Remington 552
- Remington 597
- Remington 7400
- Remington 750
- Remington 8
- Remington R-15
- Remington R-25
- Remington SPR 22
- Remington SPR 18

#### Ружья

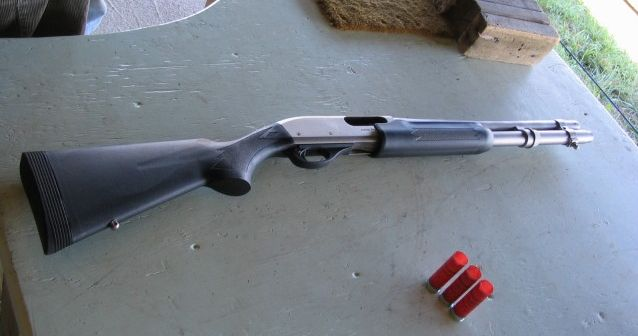
Remington 870

- Remington 870
- Remington 50
- Remington Model 11
- Remington 1100
- Remington 11-48
- Remington Model 11-87
- Remington SP-10
- Remington Spartan 453
- Remington 105CtI
- Remington Premier
- Remington 332
- Remington SPR 94
- Remington SPR 210
- Remington SPR 220
- Remington Spartan 310

#### Пистолеты
- Remington 1911 R1
- Remington R51

### Выпускалось ранее

#### Винтовки
- Remington Fieldmaster 121
- Remington Targetmaster 510
- Remington Scoremaster 511
- Remington Sportmaster 512
- Remington Matchmaster 513
- Remington JuniorTarget 521TL
- Remington 541
- Remington 241
- Remington 4
- Remington 6
- Remington 8
- Remington 14
- Remington 41
- Remington 600
- Remington 660
- Remington 721
- Remington 722
- Remington 725
- Remington M1903 Springfield rifle
- Remington 788
- Remington Nylon 66

#### Пистолеты
- Remington 51
- Remington XP-100

#### Револьверы
- Remington 1858
- Remington 1875
- Remington 1888
- Remington 1890

### Патроны
- 12 калибр
- 5,56 × 45 мм НАТО
- 7,62 × 51 мм НАТО
- .222 Remington
- .17 Remington

### Комментарии
1. ↑  Преступник использовал винтовку Remington ACR
2. ↑  Преступник застрелил 20 учеников и шесть учителей начальной школы «Сэнди-Хук». Незадолго до этого он застрелил свою мать. При появлении полиции преступник застрелился.

### Сноски
1. ↑  Крутите барабан. lenta.ru. Дата обращения: 17 марта 2020. Архивировано 31 июля 2020 года.
2. ↑  Банкротство «Ремингтона» предвещает политическую смерть Трампа. vz.ru. Дата обращения: 17 марта 2020. Архивировано 20 ноября 2019 года.
3. ↑  Remington: US gunmaker offers $33m to Sandy Hook shooting victims Архивная копия от 31 июля 2021 на Wayback Machine, BBC, 31.07.2021
4. ↑  Производитель оружия Remington выплатит 73 миллиона долларов семьям детей, погибших при стрельбе в школе «Сэнди-Хук». Meduza. Дата обращения: 16 февраля 2022. Архивировано 16 февраля 2022 года.